# Tijl De Decker
Tijl De Decker (Amberes, 29 de julio de 2001-Amberes, 25 de agosto de 2023) fue un ciclista de ruta belga hermano del también ciclista Alfdan De Decker.

## Carrera
En el Giro Next Gen de 2023 fue uno de los catorce ciclistas descalificados por ser ayudados por motocicletas o automóviles durante el Paso Stelvio. En julio de 2023 se anunció que De Decker sería parte del equipo Lotto Dstny del UCI ProTeam para la temporada 2024.

## Palmarés
2023
- 1 etapa del Tour de Taiwán
- París-Roubaix sub-23

## Muerte
Tijl De Decker falleció en el Hospital de la Universidad de Amberes el 25 de agosto de 2023 a los 22 años a causa de las lesiones sufridas como resultado de un accidente durante un entrenamiento luego de chocar por detrás contra un automóvil en Lier cerca de Amberes dos días antes.

## Equipos
- Lotto Dstny Development Team (2023)